# Кобленц, Иоэль Нафтальевич
Иоэль Нафтальевич Кобленц (12 апреля 1900, Якобштадт, Курляндская губерния, Российская империя — 5 мая 1983, Москва, СССР) — советский библиограф, историк и книговед.

## Биография
Родился 12 апреля 1900 года в Якобштадте (ныне Екабпилс, Латвия) Курляндской губернии. Из еврейской купеческой семьи — его отец Нафталий-Герц Моисеевич Кобленц был занят в торговле мехом и кожей. После смерти отца в 1903 году вся семья во главе с матерью Ханой Львовной Кобленц (в девичестве Файтельсон, 1861—?) переехала в Москву.
В 1919 году поступил на исторический факультет МГУ, который он окончил в 1924 году; после окончания некоторое время специализировался в области аграрной истории и книговедения. Будучи студентом МГУ, с 1918 по 1919 год заведовал рабочей библиотекой, а также занимал должность библиотечного инспектора Наркомпроса. В 1919 году был призван в Красную Армию в связи с Гражданской войной в РСФСР и направлен в 10-ю Красную Армию во Владикавказ, где заведовал библиотечной секцией Политотдела, а также принимал участие в 1-м съезде библиотечных работников Красной Армии в 1920 году. Создал в Международном аграрном институте библиографический отдел, который сам и впоследствии возглавил; в 1926 году начал выпускать «Ежегодник аграрной литературы СССР», который издавался до 1931 года.
Скончался 5 мая 1983 года в Москве.

## Семья
Его сестра Гитель Нафтальевна (Маргарита Николаевна) Кобленц (в браке Неусыхина, 1897—1982) вышла замуж за историка-медиевиста А. И. Неусыхина.

## Научные работы
Основные научные работы посвящены библиографоведению. Автор свыше 60 научных работ.